# Reinhold Schünzel

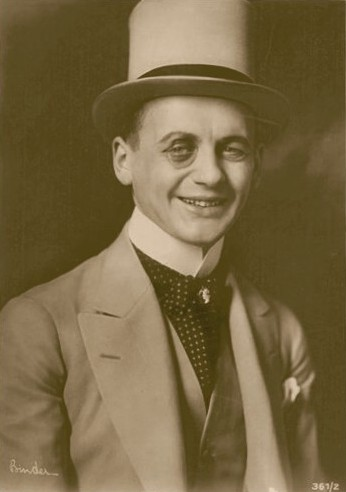
Reinhold Schünzel um 1921 auf einer Fotografie von Alexander Binder

Reinhold Schünzel (* 7. November 1888 in Hamburg-Groß Borstel; † 11. September 1954 in München) war ein deutscher Schauspieler, Filmregisseur, Drehbuchautor und Filmproduzent.

## Leben und Werk
Nach seiner kaufmännischen Ausbildung war er nebenberuflich zunächst Statist, später Schauspieler auf Bühnen in Hamburg, Bern und Berlin. Sein Filmdebüt gab er 1916 unter Carl Froelich und wurde gleich im selben Jahr von Richard Oswald entdeckt. Fortan war er in der Rolle des Schurken Teil der Oswaldschen Stammbesetzung mit Anita Berber, Werner Krauß und Conrad Veidt. Mit Veidt spielte er 1919 in Anders als die Andern, wo er den Erpresser eines homosexuellen Geigers (gespielt von Veidt) verkörpert. Seit 1918 führte Schünzel auch selbst Regie.
In der zweiten Hälfte der 1920er Jahre entstand eine Reihe von Schünzel-Filmen, episodischen Komödien, in denen Schünzel die Hauptrolle bekleidete, selbst produzierte und die Ober-Regie übernahm. Diese Meisterwerke der deutschen Filmkomödie wurden erst in den letzten Jahren wiederentdeckt und beim CineGraph-Kongress und beim CineFest in Schünzels Heimatstadt Hamburg sowie beim Internationalen Filmfestival in Karlovy Vary wieder aufgeführt.
Er trat 1931 in Georg Wilhelm Pabsts Verfilmung von Die 3-Groschen-Oper als Polizeichef Tiger Brown auf und verkörperte im selben Jahr den Staatsminister Herlitz in Ihre Hoheit befiehlt nach einem Drehbuch von Billy Wilder. 

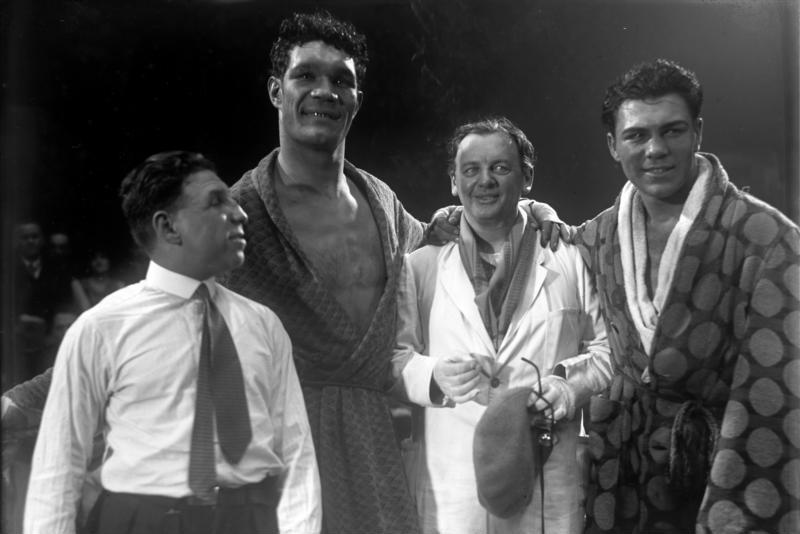
Reinhold Schünzel zwischen den Boxern Max Schmeling (rechts) und Jose Santa bei den Dreharbeiten zum Film Liebe im Ring (1930)

Mit Beginn des Tonfilms kam Schünzels komisches Talent als Regisseur besser zur Geltung, so vor allem bei Viktor und Viktoria (1933), Die englische Heirat, Die Töchter ihrer Exzellenz (1934) und Amphitryon – Aus den Wolken kommt das Glück  (1935), die alle auch in französischer Version für den Export entstanden. Er durfte allerdings nur mit Sondererlaubnis des Nazi-Propagandaministers Joseph Goebbels arbeiten, da Schünzel als „Halbjude“ galt. 
Im Jahr 1937 emigrierte er schließlich in die Vereinigten Staaten. Dort kehrte er, da seinen eigenen Regiearbeiten wenig Erfolg beschieden war, wieder zur Schauspielerei zurück und spielte in zahlreichen Filmen. Wegen seines Akzents wurde er gerne in der Rolle des bösen Nazi besetzt, so 1943 in Fritz Langs Auch Henker sterben und 1946 in Alfred Hitchcocks Berüchtigt.
Im Jahr 1949 kehrte er nach Deutschland zurück. Erstaunt und enttäuscht fand er in den Filmzulassungsbehörden die gleichen Beamten wieder, die ihm in der Zeit des Dritten Reichs das Arbeiten erschwert hatten. Und auch jetzt kam es wieder zu den gleichen Schwierigkeiten. Einen eigenen Film gestaltete Schünzel nach dem Krieg nicht wieder, übernahm jedoch 1951 auf Wunsch des Produzenten Franz Tapper kurzfristig die Co-Regie bei der Verfilmung von Die Dubarry. 
Er arbeitete am Theater in München, sowie als Nebendarsteller im Film. 1954 erhielt er den Bundesfilmpreis als „Bester männlicher Nebendarsteller“ für seine Rolle in Gerhard Lamprechts Literaturverfilmung Meines Vaters Pferde II. Teil Seine dritte Frau.
Reinhold Schünzel war in fast 200 Filmen engagiert. Aus seiner Ehe mit der Schauspielerin Hanne Brinkmann ging die Tochter Annemarie hervor, die in den USA als Marianne Stewart als Schauspielerin Karriere machte.

## Ehrungen
Im Jahr 1988 widmete CineGraph – Hamburgisches Centrum für Filmforschung aus Anlass des 100. Geburtstags den 1. Internationalen Filmhistorischen Kongress in Hamburg dem Werk des Regisseurs und Schauspielers. Angeregt durch die daraus resultierende Buchpublikation drehte Hans-Christoph Blumenberg 1995 eine filmische Auseinandersetzung mit der Biografie Schünzels unter dem Titel Beim nächsten Kuß knall’ ich ihn nieder.
Seit 2004 vergibt eine internationale Jury jeweils zur Eröffnung von CineFest – Internationales Festival des deutschen Filmerbes einen Reinhold Schünzel-Preis als Ehrenpreis für langjährige Verdienste um die Pflege, Bewahrung und Verbreitung des deutschen Filmerbes.

## Filmografie (Auswahl)
Schauspieler
- 1916: Der Fall Grehn
- 1916: Freitag, der 13. Das unheimliche Haus, 2. Teil
- 1916: Das Geständnis der grünen Maske
- 1916: Der chinesische Götze
- 1916: Werner Krafft
- 1916: Benjamin, der Schüchterne
- 1917: Das Nachtgespräch
- 1917: Die ledige Frau
- 1917: Höhenluft
- 1917: Der Schloßherr von Hohenstein
- 1918: Es werde Licht!, 4. Teil: Sündige Mütter
- 1918: Im Schloß am See
- 1918: Das Mädel vom Ballett
- 1918: Auf Probe gestellt
- 1918: Das Tagebuch einer Verlorenen
- 1918: Der Weltspiegel
- 1918: Frühlingsstürme im Herbste des Lebens
- 1918: Um Krone und Peitsche
- 1918: Gräfin Küchenfee
- 1918: Mitternacht
- 1919: Das Karussell des Lebens
- 1919: Blondes Gift
- 1919: Anders als die Andern
- 1919: Madame Dubarry
- 1919: Die schwarze Marion
- 1919: Die Prostitution (2 Teile)
- 1919: Wahnsinn
- 1919: Die Liebschaften der Käthe Keller
- 1919: Die Reise um die Erde in 80 Tagen
- 1919: Unheimliche Geschichten
- 1920: Nachtgestalten
- 1920: Moriturus
- 1920: Der Graf von Cagliostro
- 1920: Die Tänzerin Barberina
- 1920: Katharina die Große
- 1920: Weltbrand
- 1920: Das Mädchen aus der Ackerstraße. 1. Teil
- 1921: Die Flucht aus dem goldenen Kerker
- 1921: Lady Hamilton
- 1922: Das Geld auf der Straße
- 1922: Luise Millerin
- 1923: Der Menschenfeind
- 1923: Alles für Geld
- 1924: Die Schmetterlingsschlacht
- 1924: Lumpen und Seide
- 1925: Der Flug um den Erdball
- 1925: Die Blumenfrau vom Potsdamer Platz
- 1925: Sündenbabel
- 1925: Heiratsschwindler (auch Co-Drehbuch)
- 1925: Der Hahn im Korb (auch Co-Drehbuch)
- 1926: In der Heimat, da gibt’s ein Wiedersehn! (auch Regie)
- 1926: Der dumme August des Zirkus Romanelli (auch Drehbuchmitarbeit)
- 1926: Hallo Caesar!
- 1927: Der Juxbaron
- 1927: Üb’ immer Treu’ und Redlichkeit
- 1927: Herkules Maier (auch Drehbuchmitarbeit)
- 1928: Adam und Eva
- 1928: Aus dem Tagebuch eines Junggesellen
- 1929: Kolonne X
- 1929: Peter, der Matrose
- 1931: 1914, die letzten Tage vor dem Weltbrand
- 1931: Der Ball
- 1931: Die Dreigroschenoper
- 1931: Ihre Hoheit befiehlt
- 1943: Auch Henker sterben (Hangmen Also Die!)
- 1944: The Hitler Gang
- 1945: The Man in Half Moon Street
- 1946: Berüchtigt (Notorious)
- 1946: Karten, Kugeln, Banditen (Plainsman and the Lady)
- 1946: Weißer Oleander (Dragonwyck)
- 1947: Goldene Ohrringe (Golden Earrings)
- 1948: Berlin-Express
- 1954: Meines Vaters Pferde II. Teil Seine dritte Frau
- 1954: Dieses Lied bleibt bei dir

Regisseur
- 1920: Katharina die Große (auch Hauptdarsteller und Drehbuch)
- 1920: Der Graf von Cagliostro (auch Hauptdarsteller und Produktion)
- 1920: Das Mädchen aus der Ackerstraße. 1. Teil (auch Darsteller)
- 1921: Der Roman eines Dienstmädchens (auch Hauptdarsteller und Produktion)
- 1922: Das Geld auf der Straße (auch Hauptdarsteller und Produktion)
- 1923: Alles für Geld (auch Darsteller)
- 1924: Windstärke 9
- 1926: Hallo Caesar!
- 1927: Üb’ immer Treu’ und Redlichkeit
- 1927: Gustav Mond … Du gehst so stille
- 1928: Don Juan in der Mädchenschule (auch Hauptdarsteller und Produktion)
- 1929: Peter, der Matrose (auch Hauptdarsteller und Produktion)
- 1929: Kolonne X (auch Hauptdarsteller und Produktion)
- 1930: Phantome des Glücks (auch Drehbuch und Produktion)
- 1930: Liebe im Ring (auch Darsteller)
- 1931: Der kleine Seitensprung
- 1931: Ronny
- 1932: Das schöne Abenteuer
- 1932: Wie sag’ ich’s meinem Mann?
- 1933: Saison in Kairo
- 1933: Viktor und Viktoria (auch Drehbuch)
- 1934: Die englische Heirat
- 1934: Die Töchter ihrer Exzellenz
- 1935: Amphitryon – Aus den Wolken kommt das Glück (auch Drehbuch)
- 1936: Donogoo Tonka (auch Drehbuch)
- 1936: Das Mädchen Irene (auch Drehbuch)
- 1937: Land der Liebe (auch Drehbuch)
- 1938: Rich Man, Poor Girl
- 1939: Tanz auf dem Eis (The Ice Follies of 1939)
- 1939: Balalaika
- 1941: Die Unvollendete (New Wine)
- 1951: Die Dubarry (ungenannt Regiebeteiligung)

Drehbuchautor
- 1952: Liebe im Finanzamt